# Glorified G
«Glorified G» es una canción del grupo de rock estadounidense Pearl Jam, que apareció en su segundo álbum, Vs. La canción es una crítica al interés desmedido que sienten los estadounidenses por las armas de fuego.

## Significado de la letra
«Glorified G» surgió durante una discusión que el cantante Eddie Vedder tendría con el baterista Dave Abbruzzese, después de que este les revelará que había comprado dos pistolas, mientras el resto del grupo sostenía una charla acerca de las mismas.
Eddie Vedder, acerca de "Glorified G" diría: "De hecho yo no escribí esa canción... estaba en un ensayo con la banda y justo estaba escribiendo algunas cosas mientras los demás comenzaron a hablar del tema. La banda tenía esta discusión y yo apenas tomaba en cuenta el diálogo. Uno de los miembros del grupo acababa de comprarse una pistola. Fue el baterista, de hecho. Le pregunte acerca de eso".
Dave Abbruzzese acerca de "Glorified G": "Le dije a nuestro representante que acababa de comprar un par de pistolas y él se lo dijo a Jeff, y en el ensayo Jeff hizo una especie de burla. Y Eddie dijo, '¿Qué, compraste un arma?' Y le dije, 'De hecho, compré dos', lo cual terminó siendo la primera línea de la canción. Creo que está de más decir que Eddie estaba un poco furioso".